# 長水胡
長水胡，胡人部族名稱，為歸降漢朝的匈奴部落，為漢朝王室養馬，並作為騎兵，駐紮在長安郊外，負責防守都城。漢武帝設立長水校尉，由他統領長水胡，因駐紮在宣曲宮，被稱為長水宣曲胡騎。衛律出身於此部族。

## 概論
長水胡原為歸降漢族的匈奴部族，被安置在長安外圍。在漢武帝時，設立長水校尉，負責統領長水胡人。出身長水胡的衛律，在出使匈奴後，率眾逃亡至匈奴，被封丁零王。在巫蠱之禍時，衛太子曾想調動長水胡騎，但失敗，因此長水胡騎可能直屬於皇家。蘇武出使匈奴時，涉入緱王與其長水胡部下虞常謀反事件，而被拘禁。　
漢成帝時，金日磾姪子金涉，任騎都尉，統率三輔胡騎，其中包括了長水胡。
由漢書記載，長水胡可能為匈奴休屠王與昆邪王的部落，在歸降漢朝後，一部份被當成漢皇室的奴隸，為皇室養馬，如金日磾等。

## 生活區域
長水胡居住的長水，為臨近長安的河流，注入霸水，流經白鹿原，為荊溪上源。
宣曲宮，司馬相如《上林賦》中曾提到此地，在上林苑昆明池西方。